# Pałac Pawłowice
Pałac Pawłowice – pałac położony we wsi Pawłowice, wybudowany przez Wilhelma von Pannwitza w 1863 roku.

## Historia
Pierwsza wzmianka źródłowa na temat wioski pochodzi z 1362 roku. W 1499 roku książę opolski Jan II Dobry sprzedał Pawłowice, Gorzów Śląski i sześć pobliskich miejscowości Hansowi von Frankenberg z Proślic, który był dostojnikiem królewskim natomiast pałac był jedną z jego inwestycji majątkowych. W rękach rodziny Frankenbergów majątek w Pawłowicach pozostał ponad 200 lat. W 1717 roku synowie Adama von Frankenberga, starosty powiatu oleskiego, sprzedali Gorzów Śląski wraz z Pawłowicami, Adamowi Ozorkowskiemu. Miejscowości te należały do rodziny Ozorkowskich do drugiej połowy XVIII wieku. W 1783 roku właścicielem Pawłowic, Boroszowa i Gwoździan był Gottlob Fryderyk Ferdynand von Paczensky (1778-1839), syn Chrystiana Ferdynanda ze Starego Olesna. Paczenscy posiadłość w Pawłowicach sprzedali w 1846 roku panu Freud. Następnie majątek należał do pana Schola, który w 1863 roku odsprzedał Pawłowice Wilhelmowi von Pannwitz. Nowy właściciel w 1864 roku przystąpił do budowy rezydencji. Kilka lat później zadłużenie zmusiło go do sprzedaży dóbr w Pawłowicach. Pod koniec XIX wieku majątek wraz z pałacem znalazł się w posiadaniu rodziny Meyer. Po powstaniach śląskich rodzina ta postanowiła opuścić miejscowość i w 1928 roku sprzedała dobra Oberschlesische Landsgeselschaft Gemeinnutziges Siedlungsunlernehmen der Provinz Oberschlesien Oppeln - Górnośląskiemu Towarzystwu Ziemskiemu zajmującemu się parcelacją majątków i akcją osiedleńczą. Ostatecznie parcelację dóbr rycerskich w Pawłowicach przeprowadzono w latach 1930-1932. Rezydencję zbudowaną przez von Pannwitza zamieszkiwali w tym czasie osadnicy, którzy prawdopodobnie powiększyli budynek. Później w pałacu urządzono przedszkole, a w latach 60. XX wieku szkołę, funkcjonującą do 2002 roku. Przez następne kilka lat pałac stał pusty i istniało ryzyko, że dołączy do licznego grona zrujnowanych pałaców i dworów. Obecnie właścicielami pałacu w Pawłowicach są państwo Godyla, którzy zakupili zabytek i z pomocą środków unijnych wyremontowali go z przeznaczeniem na hotel, restaurację i SPA.

## Architektura pałacu
Eklektyczny pałac o cechach neorenesansowych i barokowych został zbudowany w 1864 roku, budynek w XX wieku wielokrotnie przebudowywany, w ostatnim czasie przeszedł generalny remont, zakończony w 2010 roku.
Pałac jest murowany z cegły, potynkowany, wzniesiony na planie zbliżonym do litery „L”, podpiwniczony, dwukondygnacjowy, z zagospodarowanym poddaszem, nakryty dachem wielospadowym z nowszymi lukarnami i świetlikami dachowymi. Dominantą budynku jest ośmioboczna wieża umieszczona w narożu. Na parterze wieży znajduje się wejście do pałacu, ponad nim jest nadwieszony balkon. Bryłę budynku poza wspomnianą wieżą urozmaicają dwa ryzality, zwieńczone trójkątnymi przyczółkami oraz wykusz i taras w elewacji tylnej. Elewacje ozdabiają prostokątne obramowania otworów okiennych i wydatny gzyms wieńczący. W odnowionych wnętrzach pałacu znajduje się hotel i restauracja. W pobliżu dawnej rezydencji wzniesiono nowsze budynki – jeden będący restauracją z dużą salą doskonale nadającą się do organizacji imprez oraz drugi będący w całości domkiem, apartamentem przyjaznym osobom niepełnosprawnym. W piwnicach pałacu rozmieszczono wiele pomieszczeń SPA – grotę solną, jacuzzi, sauny, niewielką siłownię oraz basen. Ponadto kilka pomieszczeń zagospodarowano, tworząc w nich winiarnię i pizzerię. Całość założenia otacza niewielki park krajobrazowy. W pobliżu znajdują się zabudowania gospodarcze dawnego folwarku.